# 齊藤元章
齊藤 元章（さいとう もとあき、1968年 - ）は、研究開発系シリアルアントレプレナー（連続起業家）、スーパーコンピュータ開発者・次世代の汎用人工知能（AGI）の研究者）。

多数のスパコン関連会社を抱えるPEZYグループの元代表。医師（放射線科）。医学博士（東京大学）。一般財団法人日本シンギュラリティ財団理事。

## 略歴
新潟県長岡市の出身。父親は新潟大学の工学部長。新潟県立新潟高等学校を経て新潟大学医学部を卒業後、東京大学医学部附属病院放射線科で2年間研修。東京大学大学院医学系研究科に在籍中に医療系法人を設立し、画像診断用のソフトウェアを開発。
東京大学大学院卒業後の1997年に渡米し、シリコンバレーでテラリコン・インコーポレイテッドを設立。診断装置などを開発する。2003年にテラリコン社は米国ＩＴ業界向けＷＥＢ雑誌「Computerworld」主催の"2003 Computerworld Honors Program"医療部門にノミネートされた
。
2017年12月5日、詐欺容疑で逮捕。2020年3月25日、詐欺罪と脱税の罪（法人税法違反罪）で東京地裁から懲役5年の実刑判決を受けた。

### スーパーコンピューター
2010年1月27日プロセッサ開発・製造・販売、システム開発・製造・販売、ＰＣ関連ハード・ソフト開発・製造・販売、スーパーコンピューターの開発の株式会社PEZY Computing社を設立。2011年東日本大震災を契機に日本へ活動拠点を移し帰国。
株式会社ExaScaler（代表取締役社長：木村耕行）は2014年8月28日大学共同利用機関法人高エネルギー加速器研究機構（KEK）計算科学センターと共同研究契約を締結。
PEZY Computing社とExaScaler社は2014年10月7日東京大学理学部情報科学科と共同研究契約を締結。
2014年11月1日、7カ月で国産スパコン「Suiren」を開発。
2014年11月スパコンの省エネ性能を競うGreen500で世界第2位にランクインしたことで、ベンチャーの雄としてその名が知られるようになる。
2015年6月PEZY Computing社とExaScaler社は文部科学省所管の理化学研究所と共同研究契約を締結。
2015年7月GREEN500にて理化学研究所へ設置した菖蒲が世界第1位、KEKへ設置した青睡蓮が第2位・睡蓮が第3位を獲得
。
2015年11月菖蒲はGREEN500世界第1位を獲得する。
2016年6月GREEN500で菖蒲が世界第1位、理化学研究所へ設置した皐月が第2位を獲得。11月は菖蒲はGREEN500第3位を獲得。
2017年6月ExaScaler社のkukai（yahoo! Japan）がGREEN500世界第2位を獲得。海洋研究開発機構にて設置しているExaScaler社のGyoukouが消費電力を記載していないにもかかわらずGREEN500世界第7位と記録される珍事が発生する。kukaiはYahoo! JAPANと株式会社IDCフロンティア共同運営の白河データセンターで運営予定と報道される。
2017年11月メニーコアプロセッサPEZY-SC2をアクセラレータとして使用しプロセッサをXeonと共同開発した文部科学省所管 海洋研究開発機構(JAMSTEC)へ設置したExaScaler社の「Gyoukou(暁光)」がLINPACKでの処理性能を競うTOP500
で日本第1位（世界第4位）にランクイン、Green500で世界第5位を獲得
、理化学研究所へ設置したShoubu(菖蒲) System BがGREEN500世界第1位、KEKのSuiren2(睡蓮2)がGreen500で世界第2位、PEZY Computing社設置のSakura(桜)がGreen500で世界第3位を獲得、ベンチャー企業でありながら絶対性能と省エネ性能が共に日本一のスパコンを開発する企業群経営者として知られている。
2017年11月末には世界第2位の性能に該当する30GFlops/Wを実現できるというZettaScaler-3.0の7nmプロセスを使うPEZY-SC3チップのエンジニアリングサンプルが2017年度内に完成予定と報道された矢先の2017年12月5日、代表取締役を務めるPEZY ComputingからNEDOへうその研究実績の報告書を提出し助成金をだまし取った容疑で逮捕された
。2018年1月24日、ウルトラメモリなどへの外注費を架空計上し法人税2億3100万円を免れたとして脱税の容疑でも再逮捕された。これを受けて12月11日放送予定の「プロフェッショナル 仕事の流儀」『未来の景色は自分でつくる』は放送が見送られることになった。

### 2003 Computerworld Honors
米国のテラリコン社は、2003年4月6日付けの英語のプレスリリースをとおして、同社が米国IT業界向けWEB雑誌「Computerworld」の「コンピュータワールド表彰プログラム(Computerworld Honors program)」でインテルの最高経営責任者クレイグ・バレット等によって2003年コンピューターワールド表彰コレクション(2003 Computerworld Honors Collection)の医療分野へノミネートされたことを発表した。なお、その4月6日付けプレスリリースには「2003年4月6日、カリフォルニア州サンマテオ：:サンフランシスコ・シティホールにて4月6日（日）におこなわれる「Computerworld Honors Collection Study」の一環として、TeraRecon社はAquariusNetに関するケーススタディを提出した。「2003コレクション」はGlobal Archivesに授与され、TeraRecon社には功績メダル（Medal of Achievement）が贈られる。」と記されている。
日本国内で発行された日本語情報としては、PHP研究所人名事典に「2003年には米インテルのアンドリュー・グローブ会長とクレイグ・バレット社長兼CEO（当時）の推薦で、日本人初のComputer World Honors（米国コンピュータ業界栄誉賞）を医療部門で受賞」、また、テラリコン社会社案内の沿革2003年には「Intel創業者であるAndrew S. Grove会長の推薦で米国｢Computerworld Honors (Award in the Medicine Category)受賞｣と2018年1月29日まで掲載されていた。2013年齊藤が紹介を受けたPHP研究所から出版した「エクサスケールの衝撃」著者紹介欄では「3年後の1997年に米国シリコンバレーに医療系システムおよび次世代診断装置開発法人を創業。2003年には米インテルのアンドリュー・グローブ会長とクレイグ・バレット社長兼CEO（当時）の推薦で、日本人初のComputer World Honors（米国コンピュータ業界栄誉賞）を医療部門で受賞」と記載されている。また、文部科学省直轄の科学技術・学術政策研究所(NISTEP)は、齊藤元章を「科学技術への顕著な貢献 2015（ナイスステップな研究者）」に選び、彼の経歴の主な受賞歴として『「Computer World Honors」（米国コンピュータ業界栄誉賞）を医療部門で受賞（2003年）』と同サイトに掲載している。
2003年「21st Century Achievement Award(21世紀の偉業賞)」の医療部門の最優秀賞と優秀賞の受賞者が、米国の「Computerworld」の「Computerworld Honors Program（コンピュータワールド表彰プログラム）」の委員会から表彰された。なお、医療部門でのファイナリストは、ブリガム＆ウィメンズ病院のＳＰＬ(the Surgical Planning Laboratory)、レキシコン社、テラメディカ社、フランス・テレコム、Rita Medical Systems Inc.、Manchester Visualization Centre の6団体であった
。そして、医療部門の最優秀賞は、2003年 サン・マイクロシステムズの推薦を受けたハーバード大学医学大学院ブリガム＆ウィメンズ病院のSPLが開発した「外科手術計画の三次元可視化」が、レキシコン社と並んで受賞した。
SPLはブリガム病院の放射線科医であったフェレンツ・ヨレス博士を責任者とするIGT(Image Guided Therapy Program)に含まれた国際的権威者達の連合体で、ハーバード大学医学大学院放射線学教授ロン・キキニス博士がディレクターである。
ブリガム＆ウィメンズ病院は、テラリコン社や三菱ＭＥＲLとＣＴ診断画像撮影の共同研究をしていた病院でもある
。
また、2003年6月2日の「2003 Computerworld Honors 21st Century Achievement Awards」の表彰式で表彰された当時の日系団体は、NECの推薦で環境・エネルギー・農業部門において最優秀賞を贈られた地球シミュレーターセンターの「地球シミュレータ計画」

、製造業部門において優秀賞を贈られたJFEスチール(旧称・川崎製鉄)（最優秀賞はGE Silicones）、金融・保険・不動産部門において最優秀賞を贈られた三井住友銀行の三団体であった。

## 人物
朝日新聞は匿名関係者による齊藤のレーシングカー、高級マンションの自宅や事務所、2014年9月には片貝まつり浅原神社秋季例大祭奉納大煙火に花火を奉納するなどの趣味を「派手な出費」と報道した。
齊藤は、「もし世界最高性能のスパコンが安価になって、1ペタ（Ｐ）Ｆｌｏｐｓのスパコンを町工場でも利用できるようになれば、ものづくりの世界が一変します。ものづくりで蓄積された職人の技とスパコンとを融合させることで、日本企業を輝かせる──。それが私の夢です」と述べている。
2020年3月25日、詐欺罪と法人税法違反（脱税）の罪で東京地裁から懲役5年の実刑を言い渡された。宮田裕章は東京大学大学院医学系研究科の後輩、久住英二は新潟大学医学部の後輩にあたる。

### 報道
朝日新聞が報じた匿名関係者の談話によると、2000年代半ばに医療機器ベンチャー上場のための出資を自民党元衆議院議員（故人）、大手電器メーカー・投資会社から募ったものの上場は果たせず返金を迫られ、一部は訴訟となった。しかし裁判の結果や議員の名前は報道されていない。
読売新聞は匿名関係者の談話として、レーシングチームのディレクシブの運営を引き継ぐ形でフォーミュラ・ニッポン、F3などに参入した株式会社EMSマネージメント（2006年5月19日設立：代表取締役張勤尚（元株式会社ラレス代表取締役）のちのウルトラメモリ）へ多額の資金を貸付けし、参戦するレースや購入するレーシングカーなどを事実上決めていたと報じたが
、齊藤の同社取締役就任は2015年4月15日であり、その真偽は定かではない。
産経新聞は匿名レース関係者からの談話として、2008年に齊藤元章が桜井基樹という名前でレースチーム運営会社ＥＭＳマネージメントからレースドライバーとして出場し、同社へ多額の貸付を行ったのち、同社のレース事業による損失がウルトラメモリへ引き継がれ、公費が損失補填へ充てられた可能性について報道した。
なお、ＥＭＳマネージメント設立前の2005年11月27日Ｆ4クラスのレースの記録では、桜井基樹の車名/チーム名は"Exceed056/EMS1"
、2008年F3では"エクシードF306/エクシードモータースポーツ"とされている。
週刊新潮は匿名の永田町関係者談話として、山口敬之は親戚が所有している永田町ザ・キャピトルホテル東急レジデンスの一室で生活していると述べているが実はその所有者は齊藤であり、2016年5月に山口がTBSを退職する際に顧問の席を用意したと報道した
。
日刊ゲンダイは2018年2月10日に、『前社長に“経歴詐称”疑惑 60億円スパコン助成審査の怪しさ』と題して、2003年の受賞者を確認したところ、齊藤は受賞どころか最終候補の中にも名前が出ていなかったということを掲載し、「米国の特許出願状況を確認すると、齊藤容疑者の関連はわずか2件しかない」と報じた。

### シンギュラリティ
自身が開発したスパコン用チップである「PEZY-SC」を理化学研究所のスパコン「京」と同じ規模で作動させれば、京の128倍である1エクサフロップスの実行性能が得られ、それによって人類の持つすべての問題が解決される「技術的特異点（シンギュラリティ）の前段階に当たる「前特異点」(プレ・シンギュラリティ)」の世界が到来すると考えており、これを「エクサスケールの衝撃」と名付けた。人工知能と日本神話を融和させたＳＦファンタジー「エクサスケールの少女」（ISBN 978-4198649135）は2013年作家・さかき漣へ執筆を依頼し誕生した小説である。
汎用人工知能の実現までの前段階として、2015年から5 - 10年以内に、世界のAI科学者が目標とする1H（1ヒューマン＝人間一人分の人工知能）を遥かに超え、6リットルに世界の人口に相当する73億人の人間の脳に匹敵する集積回路を収める「6リットルに73億人」を目標としている。元TBS山口敬之が代表理事を務める一般財団法人日本シンギュラリティ財団（2016年3月4日設立）理事
、政治団体日本シンギュラリティ党などの活動にも参加している。
また、レイ・カーツワイルが唱える「情報基軸の6つの進化段階」にインスパイアされ、第1の進化段階「原始コネクトーム」から「人間の脳」、「人類全体の脳」、「銀河全体の知性」、「宇宙全体の知性」を経て、最終的に「超宇宙知性」へと進化する「コネクトームの6つの進化段階」を提唱しており、エクサスケール・スパコンが引き起こすシンギュラリティの最終段階として、地球全体が一つの知性として進化する「第5段階」をさらに超えて、宇宙全体が一つの知性として進化する「第6段階」に到達すると考えており、やがて生活費無料の未来が到来すると予測する。
2017時点で、経済財政諮問会議の2030年展望と改革タスクフォース委員メンバーとして国家戦略にも関与していたが、「プレ・シンギュラリティ」「エクサスケールの衝撃」と言った理論は政策の立案にかかわる計算機学者の間でも理解されているとはいいがたい。シンギュラリティが持つ危険性を警告するテスラ社・スペースX社CEOイーロン・マスクや理論物理学者のスティーヴン・ホーキングとは対照的に、斎藤らとともに2030年展望と改革タスクフォースの委員を務める新井紀子（国立情報学研究所社会共有知研究センター長で、人工知能「東ロボくん」の開発者）も、非現実的な展望だとして「シンギュラリティが来るかもしれない、というのは、現状では「土星に生命がいるかもしれない」とあまり変わらない」「土星に土星人がいるかもしれない、ということを前提に国家の政策について検討するのはいかがなものか」などと批判している。
メディアにも登場して、自説を唱えている。月刊誌『正論』(2017年2月号)への寄稿で「300億円程度が必要」と主張したり、またインターネットテレビ「櫻LIVE」では「1エクサフロップスのスパコンを稼働させないと中国に負ける」と訴えるなど人工知能・スパコン開発において目覚ましい成果を上げる中国を脅威と見做しており、WIREDなどの技術系メディアのみならず保守論壇系メディアにも登場している。

## PEZYグループ
スパコンのプロセッサ開発を担うPEZY Computing社を中核に、スパコンの液浸冷却技術を開発するExaScaler社、スパコンの3D積層メモリを開発するウルトラメモリ社など、齊藤がトップを務める関連企業だけで少なくとも10社以上にのぼる。

## 家族
父親は、1980年オーム社出版の大学課程『電子回路(1)』を著した 新潟大学元工学部長の斉藤義明。暗号用乱数生成法の開発者。

## 経歴
- 1986年（昭和61年） - 新潟高校を卒業。
- 1992年（平成4年） - 新潟大学医学部を卒業。医師国家試験に合格。東京大学医学部付属病院放射線科医局に入局。
- 1997年（平成9年） - 医師免許取得[92]。
- 1997年（平成9年） - 世界初の4次元CT表示法を発表。スタンフォード大学教授から渡米を招聘。
  - TeraRecon, Inc.設立（医療系システムおよび次世代診断装置開発法人、シリコンバレー）。
- 1999年（平成11年）1月 - 西本産業、テラリコン社の医療用画像情報3次元化装置国内発売。ＭＲＩ等画像情報を立体表示[93]
- 2001年（平成13年） - 三菱電機半導体事業本部の三次元ボリュームグラフィックス事業をテラリコン社へ譲渡[94]
- 2003年（平成15年） - テラレコン社(TeraRecon, Inc.)[33]が"2003 Computerworld Honors Program"の医療部門にノミネートされた[95][96])。
- 2004年（平成16年） - 東京大学大学院医学系研究科・医学部を卒業。医学博士。
  - 6月9日 - 富士写真フイルムテラリコン社の株式30万株を取得と発表。[97]
  - 6月18日 - ペンタックス、テラリコン社株式34万1000株を取得と発表。[98]
- 2007年（平成19年）- 9月28日、TeraRecon, Inc.からMBOにより医療機器開発部門がスピンアウトされ、株式会社エクストリリオン（2015年8月1日、プレキシオン株式会社に商号変更）を設立。取締役会長就任。
- 2007年（平成19年）- 11月30日、株式会社エクストリリオンの子会社として株式会社プレキシオン（医用画像診断装置等の開発。2014年7月1日、株式会社エクストリリオンに合併し解散。）を設立。
- 2008年（平成20年）- 2月1日、株式会社プレキシオン（医用画像診断装置等の開発。2014年7月1日、株式会社エクストリリオンに合併し解散。）取締役会長就任。
- 2010年（平成22年）
  - 1月27日 - 株式会社PEZY Computing（スーパーコンピューター・超並列メニーコアプロセッサ開発）を設立。
- 2011年（平成23年）
  - 3月29日 - 株式会社シールドテクス 取締役会長就任[要出典]。
- 2012年（平成24年） - 東京大学に産学連携共同講座を開設。
- 2013年（平成25年）
  - 東京工業大学に産学連携共同講座を開設。
  - 12月24日 - 株式会社エクストリリオン（2015年8月1日、プレキシオン株式会社に商号変更）取締役会長解任。
  - 12月24日 - 株式会社プレキシオン（2014年7月1日、株式会社エクストリリオンに合併し解散。）取締役会長解任。
- 2014年（平成26年）
  - 4月24日 - 株式会社ExaScaler会長就任。
  - 11月 - ExaScalerが開発したKEKのスパコン「Suiren」（睡蓮）が世界コンピュータ・ランキング消費電力性能部門（Green500）で、2位になる[99]。
- 2015年（平成27年）
  - 3月27日 - 株式会社ExaScaler取締役・代表取締役就任[6]。
  - 4月15日 - ウルトラメモリ株式会社取締役就任[6]。
  - 日経BP社主催の「第14回 日本イノベーター大賞 大賞」を受賞[100]
  - 世界コンピュータ・ランキング消費電力性能部門（Green500）で、RIKENの「Shoubu」、KEKの「Suiren Blue」・「Suiren」の3台が「第1位～第3位」を独占[101]。
  - 文部科学省所管 科学技術・学術政策研究所（NISTEP）の「科学技術への顕著な貢献2015（ナイスステップな研究者）」に選出[102]。
  - 日経ビジネスの「2015年 日経ビジネスが選んだ100人」に選出[103]。
- 2016年（平成28年）
  - 3月4日 - 一般財団法人日本シンギュラリティ財団（代表理事 山口敬之）設立。理事就任。
  - 4月28日 - 株式会社Infinite Curation設立[104]。代表取締役就任。
  - 4月28日 - 株式会社Deep Insights設立[105]。代表取締役就任。
  - 政府経済財政諮問会議の「2030年 展望と改革タスクフォース」委員に就任[106]。
  - 12月6日 - 合同会社コンデナスト・ジャパン主催の「WIRED Audi INNOVATION AWARD 2016」受賞[107]
  - 12月12日 - ES1投資事業有限責任組合設立。無限責任組合員就任。
  - 12月12日 - ES2投資事業有限責任組合設立。無限責任組合員就任。
  - 12月20日 - 出身地の長岡市で記念講演（長岡技術科学大学開学40周年 公開講演会）[108]。
- 2017年（平成29年）
  - 1月20日 - 文部科学省所管の科学技術振興機構（JST）が、産学共同実用化開発事業（NexTEP）未来創造ベンチャータイプの平成28年度緊急募集の新規課題に株式会社ExaScaler（PEZY Computing）の「磁界結合DRAM・インタフェースを用いた大規模省電力スーパーコンピュータ」が採択されたと発表[109]。JSTの課題開発に1億円～最大50億円が貸付される。開発期間は2017年1月から12月までとなっている[110]。
  - 7月28日 - ZH1投資事業有限責任組合設立。無限責任組合員就任。
  - 7月28日 - DI1投資事業有限責任組合設立。無限責任組合員就任。
  - 8月2日 - 株式会社ZettaHash（ブロックチェイン技術と暗号通貨技術に関連するシリコンチップの開発、暗号通貨のマイニング業務）を設立。取締役会長就任。
  - 8月4日 - ZH2投資事業有限責任組合設立。無限責任組合員就任。
  - 12月5日 - 2014年にNEDOからのメモリーデバイスの開発に関する助成金を受け取った際に、水増し請求した詐欺容疑で東京地方検察庁特別捜査部に逮捕される。12月25日、同罪で起訴される[4][111][4]。
- 2018年（平成30年）
  - 1月4日 - NEDOから同様の手口で助成金約1億9100万円をだまし取ったとして詐欺容疑で再逮捕される[112]。
  - 1月24日 - PEZY Computingの所得を隠して法人税2億3100万円を免れたとして、法人税法違反（脱税）容疑で再逮捕される[25]。
  - 5月22日 - 詐欺や法人税法違反（脱税）での初公判が東京地裁で行われた。詐欺については起訴内容を全面的に認め、脱税の一部については無罪を主張した[113]。
  - 5月24日 - 保釈保証金8000万円を納付し、保釈された[114]。
  - 9月20日 - 株式会社PEZY Computingが、法人税法違反、消費税法違反および地方税法違反により罰金6,000万円の判決を受ける。(東京地裁)[115]
- 2020年（令和2年）
  - 3月25日 - 詐欺や法人税法違反（脱税）などの罪での判決公判が東京地裁で行われ、懲役5年の実刑を言い渡された[5]。

## 著書
- 『エクサスケールの衝撃』次世代スーパーコンピュータが壮大な新世界の扉を開く PHP研究所、2014年12月18日、ISBN 978-4569818924[116]
- 『エクサスケールの衝撃』抜粋版 PHP研究所、2016年12月21日、ISBN 978-4569832449
- 『人工知能は資本主義を終焉させるか 経済的特異点と社会的特異点』齊藤元章,井上智洋（著）,PHP新書,2017年11月16日,ISBN 978-4569836355